# Shiping
Shiping, tidigare romaniserat Shihping, är ett härad i Honghe, en autonom prefektur för hanifolket och yifolket i Yunnan-provinsen i sydvästra Kina. 